# Sokolište
Sokolište (szerbül: Соколиште), falu Bosznia-Hercegovinában, Bosanska krajina területén, Novi Grad községben, a Szerb Köztársaságban. 

## Fekvése
Bosznia-Hercegovina nyugati részén, Banja Lukától légvonalban 62, közúton 83 km-re északnyugatra, községközpontjától légvonalban 9, közúton 14 km-re délkeletre, a Japra jobb partjától keletre fekvő dombvidéken, 180 – 250 méteres tengerszint feletti magasságban fekszik. Több, kisebb faluból áll.

## Népessége
| Nemzetiségi csoport | Népesség 1991 | Népesség 2013 |
| ------------------- | ------------- | ------------- |
| Szerb               | 600           | 424           |
| Bosnyák             | 0             | 0             |
| Horvát              | 0             | 3             |
| Jugoszláv           | 5             | 0             |
| Egyéb               | 6             | 2             |
| Összesen            | 611           | 429           |

## Története
A térség 1537-ben Blagaj várának elestével került török kézre. A település 1878-ig tartozott az Oszmán Birodalomhoz, ekkor a berlini kongresszus határozata alapján az Osztrák-Magyar Monarchia része lett. A monarchia szétesésével 1918-ben előbb a Szerb-Horvát-Szlovén Királyság, majd 1929-től a Jugoszláv Királyság része. Jugoszlávia megszállása után a falu a Független Horvát Állam (NDH) része lett. 1945-től a település a szocialista Jugoszlávia része volt. A Bosznia-Hercegovinában zajló polgárháború idején a település a Boszniai Szerb Köztársaság része volt. A daytoni békeszerződést követő területfelosztásnál a település, Novi Grad község részeként a Szerb Köztársaság területéhez került.

## Nevezetességei
- A radimirovci ortodox plébánia központi plébániatemploma itt, Vitasovciban áll.

- Szent Mária Magdolna tiszteletére szentelt pravoszláv temploma a Dvorinska-patak feletti dombháton áll. Kisméretű, egyhajós, keletelt épület, a zömök harangtorony a nyugati homlokzat előtt áll.